# Pietro Donzelli
Pietro Donzelli (* 15. April 1915 in Monte-Carlo; † 27. Mai 1998 in Mailand) war ein italienischer Fotograf. Seine Fotografien in Schwarzweiß, insbesondere aus dem Italien der 1950er und 1960er Jahre mit der Thematik der Einsamkeit, wurden international bekannt und geehrt. Er gilt als einer der Maestros der italienischen Fotografie. Außerdem war er als Kurator und Organisator italienischer und internationaler Fotografie-Ausstellungen tätig.

## Biografie

### Anfänge der Fotografie 1915 bis 1946
Pietro Donzelli wurde 1915 in Monte-Carlo geboren, zog aber bereits mit drei Jahren mit der Familie nach Mailand. Er absolvierte dort 1931 eine Ausbildung zum technischen Zeichner und arbeitete zunächst einige Zeit als Archivar bei der staatlichen Telefongesellschaft und später als Organisator der Fotothek. Dort entdeckte er auch seine große Liebe zur Fotografie und kaufte sich 1939 seine erste eigene Fotokamera, eine Zeiss Ikonta 6x9.
Als der Zweite Weltkrieg ausbrach, begann Donzelli in der Werbeabteilung der Telefongesellschaft und besuchte fortan den Architekturkurs an der Scuola degli Artefici di Brera. Er blieb aber nur bis 1943, als er zum Kriegsdienst einberufen wurde. Nach Kriegsende kam er in seine Heimat zurück und wurde Mitglied des Circolo Fotografico Milanese. Erst jetzt, mit 31 Jahren, begann Donzelli selbst zu fotografieren.

### Die Entdeckung der Leidenschaft 1947 bis 1967
Eine Zeit des großen Engagements für die Fotografie begann für Donzelli. 1947 gründete er mit Ezio Croci und Piero Di Blasi die Zeitschrift Fotografia. In den folgenden drei Jahren organisierte Donzelli Ausstellungen italienischer und ausländischer Fotografen, unter anderem Group des XV, D. Masclet, W. Laubli, La Bussola, H. Grindat, Fotoform, M. Hoepffner, A. Lazi, Village Camera Club - New York, Chargesheimer, H. Heinrich und Kitano C.C. Außerdem organisierte er Ausstellungen des Circolo Fotografico Milanese in Tokio, Kobe (Japan) und New York und gründete die Unione Fotografica mit Alberto Buranelli, Clari, Enzio Croci, Piero Di Blasi, Edoardo Gioia, Orsi, Ornano und Luigi Veronesi. 1954 koordinierte er die Mostra Storica di Fotografia im Auftrag von der Ente Fiera Campionaria in Mailand und veröffentlichte im gleichen Jahr mit Luigi Veronesi Fotografi Italiani, das erste italienische Jahrbuch der Fotografie seit dem Zweiten Weltkrieg.
Der einstige Hobbyfotograf hatte sich in der nationalen und internationalen Fotografie inzwischen längst etabliert, nicht zuletzt als Kurator und Organisator. In den folgenden Jahren arbeitete er an vielen internationalen Projekten, Veröffentlichungen und Ausstellungen der Fotografie – insbesondere der italienischen –, wie der Ausstellung der Unione Fotografica in Paris, den Publikationen Ferrania, Photorama, Europa Camera, Fotopratica, L’Europeo; als Redakteur und anschließend Co-Direktor der italienischen Ausgabe der Publikation Popular Photography, an der Critica e Storia della Fotografia (zusammen mit Piero Racanicchi) oder der Ausstellung Fotografi della nuova generazione gemeinsam mit der Unione Fotografica und dem Fotoclub Pescara mit Fotografiekünstlern aus 23 Ländern.

### Ehrungen 1968 bis 1998
Pietro Donzelli wurde für sein Engagement 1968 gleich zweifach ausgezeichnet. Von der Federazione Italiana Associazioni Fotografiche (FIAF) wurde er mit dem Maestro Fotografo geehrt und von der Società 3M mit der Auszeichnung Una vita per la fotografia (“Ein Leben für die Fotografie”). Knapp zehn Jahre später zählte ihn Bolaffi Arte zu den 20 besten italienischen Fotografen. Die FIAF erklärte 1995 Donzelli Fotografo dell’anno (“Donzelli Fotograf des Jahres”).
Ein Jahr darauf organisierte Donzelli die Ausstellung Origini del Fotoreportage negli USA mit Arbeiten aus seiner Sammlung für die Mailänder Galeria Cadorna. Die umfangreichste Ausstellung seiner Werke aber präsentierten das Kunstmuseum Wolfsburg und die Kunsthalle Schirn in Frankfurt am Main 1997 als eine beeindruckende Retrospektive. Im folgenden Jahr wurde eine der Kuratoren Donzellis, Renate Siebenhaar, mit dem internationalen Fotografiepreis von Arles ausgezeichnet. Mit ihr arbeitete Donzelli seit 1994 eng zusammen. Heute sind Donzellis fotografischen Werke im Museum Folkwang Essen, im George Eastman House in Rochester und im Guggenheim-Museum in New York ausgestellt. Bis zu seinem Tod 1998 lebte und arbeitete Pietro Donzelli in seiner Heimat Mailand.

## Von Donzelli organisierte und/oder koordinierte Ausstellungen
- Group des XV (1947–1950)
- D. Masclet (1947–1950)
- W. Laubli (1947–1950)
- La Bussola (1947–1950)
- H. Grindat (1947–1950)
- Fotoform (1947–1950)
- M. Hoepffner (1947–1950)
- A. Lazi (1947–1950)
- Village Camera Club - New York (1947–1950)
- Chargesheimer (1947–1950)
- H. Heinrich (1947–1950)
- Kitano C.C (1947–1950)
- verschiedene Ausstellungen des Circolo Fotografico Milanese in Tokio, Kobe (Japan), New York (1947–1950)
- Mostra Storica di Fotografia im Auftrag von der Ente Fiera Campionaria in Mailand (1954)
- Unione Fotografica im Salon International, Paris (1955)
- Fotografi della nuova generazione mit der Unione Fotografica und dem Fotoclub Pescara (1960)
- Origini del Fotoreportage negli USA, Galeria Cadorna, Mailand (1996)

## Ausstellungen
- Pietro Donzelli - Das Licht der Einsamkeit/The light of solitude, Kunstmuseum Wolfsburg, 1997 (Einzelausstellung) kuratiert von Jean-Christophe Ammann (Katalog)
- Pietro Donzelli - Das Licht der Einsamkeit/The light of solitude, Kunsthalle Schirn Frankfurt a. M., 1997 (Einzelausstellung) kuratiert von Jean-Christophe Ammann (Katalog)
- Pietro Donzelli - Fotografie, Le Stelline, Mailand/Italien, 2006 (Einzelausstellung) kuratiert von Giovanna Calvenzi mit dem Estate Pietro Donzelli, Renate Siebenhaar, (Katalog)
- Pietro Donzelli - Pietro Donzelli Verso Sud, Galleria Credito Siciliano, Acireale/Italien, 2009 (Einzelausstellung) kuratiert von Giovanna Calvenzi mit dem Estate Pietro Donzelli, Renate Siebenhaar, (Katalog)
- Pietro Donzelli - Luce, Opelvillen, Rüsselsheim, 2015 (Einzelausstellung/Katalog)[1]
- Pietro Donzelli - Land ohne Schatten/Land without shadow, Palazzo Roverella, Rovigo/Italien, 2017(Einzelausstellung) kuratiert von Roberta Valtorta (Katalog)

## Künstlervereinigungen
- Mitglied des Circolo Fotografico Milanese (1946)
- gründet die Unione Fotografica mit Alberto Buranelli, Clari, Enzio Croci, Piero Di Blasi, Edoardo Gioia, Orsi, Ornano und Luigi Veronesi (1947–1950)

## Publikationen
- gründet die Zeitschrift Fotografia mit Ezio Croci und Piero Di Blasi (1947)
- veröffentlicht Fotografi Italiani mit Luigi Veronesi (1954)
- Mitarbeit an den Publikation Ferrania, Photorama, Europa Camera, Fotopratica, L’Europeo (1957–1963)
- italienische Ausgabe der Publikation Popular Photography (1957–1963)
- Critica e Storia della Fotografia mit Piero Racanicchi (1957–1963)

## Auszeichnungen
- Maestro Fotografo bzw. Maestro della Fotografia italiana; von der Federazione Italiana Associazioni Fotografiche (FIAF) (1968)
- Una vita per la fotografia; von der Società 3M (1968)
- unter den besten 20 italienischen Fotografen; laut Bolaffi Arte (1976)
- Fotograf des Jahres; FIAF (1995)